# モル
モル（英語: mole /məʊl/, フランス語: mole, 記号: mol）は国際単位系 (SI) における物質量の単位である。1971年の第14回国際度量衡総会(CGPM)の決議によって、国際単位系の基本単位として導入された。
定数{\displaystyle 6.02214076\times 10^{23}}をアボガドロ定数と呼び、
モル=粒子の個数/アボガドロ定数
によりモルを定義する。アボガドロ定数は分子量が1である分子1グラム分の分子の数とほぼ等しい値である。

## 名称、記号
名称は仏語・英語ともに、mole であり、日本語名称は「モル」である。これはドイツ語のMolekül（仏語ではmolécule、英語では molecule。ともに 「分子」 の意）に由来する。
モルを表す単位記号は、mol である。これはもともとはドイツ人の化学者ヴィルヘルム・オストヴァルトによるもので、1971年の第14回国際度量衡総会(CGPM)の決議によって決定された。

## 定義
「モル」の定義は以下である(第26回国際度量衡総会の決定および国際単位系国際文書第9版(2019)）。
計量法（計量単位令）ではSIでの定義とは異なり、下記のように簡潔な定義となっている。

## アボガドロ定数
モルを定義することで、物質量と要素粒子の数を結ぶ普遍定数が定義され、その値を決定することができる。この普遍定数がアボガドロ定数である。
1 モルに含まれる構成要素の数をアボガドロ定数という。アボガドロ定数を表す記号は N A または L が用いられる。
ある試料に含まれる要素粒子 X の物質量 n (X ) は、要素粒子の個数 N (X ) と以下の関係で結ばれる。
{\displaystyle n(X)={\frac {N(X)}{N_{\mathrm {A} }}}\,.}
物質量 n (X ) の単位は mol であり、個数 N (X ) は無次元量であるため、アボガドロ定数は mol−1 となる。

## 歴史
モルは本来は、全ての物質は分子よりできているとの考えの元に、その物質の分子量の数字にグラムをつけた質量に含まれる物質量を 1 モルと定義した。例えば酸素分子の分子量は 32.0 なので、1 mol の酸素分子は 32.0 g となる。物質量という概念は19世紀の近代化学発祥のころから使われているものであり、この単位は当初はグラム原子、グラム分子などと呼ばれていた。
しかし、イオン結合や金属結合には分子と呼べるものがないことがわかり、共有結合の場合でも単純な分子が存在しないものがあることもわかってきた。そこで、物質を表す化学式で示される元素の原子量の和を化学式量と呼び、それにグラムをつけた質量に含まれる物質量を 1 mol と定義することとした。これにより、1 mol の塩化ナトリウムは 58.5 g、鉄は 55.85 g と表せるようになった。
1 モルに含まれる要素粒子の数は、要素粒子の種類にかかわらず一定であって、6.02214076×1023 個である。この数を「アボガドロ数」という。アボガドロ数は、前記のように24桁の整数であり、また無次元量である点で「アボガドロ定数」とは異なる。 
また 1 モルの理想気体は、標準状態 (STP: standard temperature and pressure) では同じ体積（約22.41396954 L（リットル））を占める。このように、モルは化学の分野では基本となる重要な単位である。
1913年頃から、原子の中には質量数の異なる数種の原子（同位体）があることがわかってきた。長年、モルの定義には酸素分子を使用し、酸素分子 32 g を 1 mol としてきたが、酸素原子には天然のものでも質量数 16 のほか 17, 18 のものがあることがわかった。すなわち、それまでは質量数 16, 17, 18 の酸素原子が混ざった状態のものでモルを定義していたことになる。それがわかってから、物理学の分野では質量数 16 の酸素だけを分離して（完全に分離するのは困難なので、分離できたと仮想して）、質量数 16 の酸素による酸素分子 32 g の物質量を 1 mol と再定義した。しかし、化学者たちはそれまで通りのモルの定義を使い続けた。
物理学と化学とで異なるモルを使い続けるのは不都合があるため、1960年に国際純粋・応用物理学連合 (IUPAP) と国際純正・応用化学連合 (IUPAC) が協議して、共通的に炭素12に原子量 12 の値を与えることとした。ここから、1 mol は 12 g の炭素12の物質量という旧定義が導き出せる。炭素12が選ばれたのは、これが天然の炭素の大部分を占めているためである。
炭素原子によるモルの定義を「炭素スケール」とよび、それまでの酸素基準と分けて呼ぶこともある。
モルをSI基本単位とすることおよびその定義は、1971年の国際度量衡総会 (CGPM) で採択された。
1980年に国際度量衡委員会（CIPM）により以下の補則が加えられていた。これはモルの定義の一部であった。

2019年5月20日からアボガドロ定数を定義値とする現行の定義になった。
この定義により、モルはキログラムの定義に依存しないものになった。
なお、新定義では、アボガドロ定数を正確に6.02214076×1023 /molとすることによりモルを定義したので、1モルの炭素12の質量は、12 gではなくなり、11.9999999958(36) gという実験値となった。
日本の法令上は、計量法第3条の規定に基づく計量単位令（平成4年政令第357号）が、計量単位令の一部を改正する政令（令和元年5月17日政令第6号）により改正され、2019年5月20日に施行することにより変更された。

## 批判
1971年にモルが国際単位系に採用されて以来、モルをメートルや秒と同等の単位として扱うことに対する多くの批判が生じている。
- 所与の量の物質に含まれる分子の数は固定の無次元量であり、明確な基本単位を必要とせず、単純に数として表現することができる[15][16]。
- モルは、時代遅れの連続体的な物質の概念（完全な原子論的ではない）に基づいている[17]。
- SIにおける熱力学的モルは分析化学とは無関係であり、先進経済に回避可能なコストをもたらす可能性がある[18]。
- モルは真の計量単位というより「パラメトリック」な単位であり、物質量は「パラメトリック」な基本量である[19]。
- SIでは、実体の数を次元「1」の量として定義しており、「実体」と「連続量の単位」の間の存在論的な区別を無視している[20]。

## 符号位置
| 記号 | Unicode | JIS X 0213 | 文字参照          | 名称 |
| ---- | ------- | ---------- | ----------------- | ---- |
| ㏖   | U+33D6  | -          | &#x33D6; &#13270; | モル |

Unicodeには、モルを表す上記の文字が収録されている。これはCJK互換用文字であり、既存の文字コードに対する後方互換性のために収録されているものであるので、使用は推奨されない。